# Jan-Erik Lundqvist

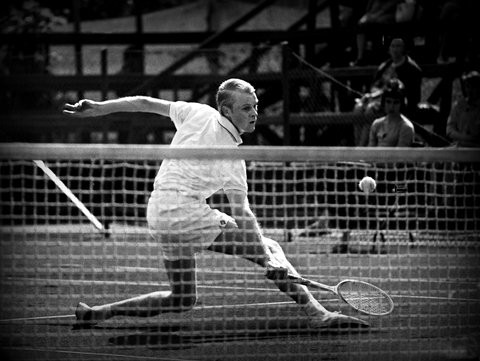
Jan-Erik Lundqvist

Jan-Erik Lundqvist (* 14. April 1937 in Stockholm) ist ein ehemaliger schwedischer Tennisspieler.

## Karriere
Neben zahlreichen Turnieren bestritt Lundqvist insbesondere zahlreiche Spiele für die schwedische Davis-Cup-Mannschaft. Zwischen 1957 und 1970 trat er zu 35 Begegnungen an. Dabei bestritt er 63 Einzelpartien, von denen er 47 gewann. Dies ist bis heute die höchste Anzahl an gewonnenen Einzelpartien in der Geschichte der schwedischen Davis-Cup-Mannschaft. Dabei bestritt Lundqvist insgesamt 28 Partien (17 Siege) im Doppel, davon 16 an der Seite von Ulf Schmidt.
Beim ATP-Turnier in Båstad stand er zweimal im Einzelfinale. 1962 unterlag er Manuel Santana aus Spanien in fünf Sätzen, im Jahr darauf besiegte er den Jugoslawen Boro Jovanović glatt in drei Sätzen. Auch in der Doppelkonkurrenz erreichte er, jeweils mit Ulf Schmidt, zweimal das Finale. 1960 gewannen sie das Turnier gegen die US-Amerikaner Chuck McKinley und Hugh Stewart in vier Sätzen, 1963 mussten sie sich McKinley und Dennis Ralston geschlagen geben.